# Campeonato Mundial en Parejas Mixto de AAA
El Campeonato Mundial en Parejas Mixto de AAA (AAA World Mixed Tag Team Championship en inglés) es un campeonato de lucha libre profesional dentro de Lucha Libre AAA Worldwide (AAA). Este título es para equipos compuestos de un hombre (quien porta el cinturón azul) y una mujer (quien porta el cinturón rojo). Es el primer campeonato de esta clase en el mundo. Los campeones actuales son La Hiedra & Mr. Iguana quienes se encuentran en su primer reinado como equipo.
Los combates por el campeonato suelen ser habituales de los eventos pago por visión (PPV) de la empresa — incluido Triplemanía —, el evento más importante de AAA.
Tras su establecimiento en 2003, fue clasificado como un campeonato exclusivo para parejas mixtos, coexistiendo con el Campeonato Mundial en Parejas de AAA y el Campeonato Mundial de Tríos de AAA.

## Historia
El campeonato fue creado el 15 de junio de 2003 durante un show de la AAA realizado en el Toreo de Cuatro Caminos del Estado de México. La lucha por los cinturones fue una lucha de eliminación de cuatro esquinas en relevos mixtos. Las parejas participantes fueron El Brazo & Martha Villalobos, Chessman & Tiffany, El Gran Apache & Faby Apache y Electroshock & Lady Apache. El final del encuentro se decidió entre "Los Apache" contra Electroshock y Lady Apache, siendo estos últimos los triunfadores luego de que Lady Apache venciera a su padre El Apache con una Huracarrana.
El 1 de agosto de 2004, cuando El Gran Apache y Faby Apache ganaron el título a Chessman y Tiffany en el Súper Domo Care de la Expo Guadalupe en Guadalupe, Nuevo León, también participaron en la contienda los equipos formados por Electroshock con Lady Apache y El Oriental junto a su hermana Cinthia Moreno. "Los Apache" en ese entonces se convirtieron en los terceros campeones de este cinturón recientemente creado.
Faby Apache no pudo defender su título junto a El Gran Apache debido a que se encontraba embarazada y no apareció en la función el 17 de julio de 2005. Por este motivó, se realizó una lucha en relevos mixtos entre El Gran Apache y La Diabólica contra El Oriental y Cinthia Moreno, pero ese combate terminó en empate. En Guerra de Titanes 2005 se llevó a cabo una eliminatoria de cuatro equipos para sacar a los nuevos campeones, resultando éstos El Oriental y Cinthia Moreno tras vencer a Chessman y La Diabólica.

## Campeones
El Campeonato Mundial en Parejas Mixto de AAA es un campeonato en parejas creado por la entonces AAA en 2003. Los campeones inaugurales fueron Lady Apache & Electroshock, quienes ganaron en Triplemanía XI, y desde entonces ha habido 19 distintos equipos y 33 luchadores campeones oficiales, repartidos en 20 reinados en total. Además, el campeonato ha sido declarado vacante en tres ocasiones a lo largo de su historia. Alex Koslov, Christina Von Eerie, Jennifer Blake, Sammy Guevara, Tay Melo, Crazzy Steve y Havok son los siete luchadores no mexicanos que han ostentado el título.
El reinado más largo en la historia del título le pertenece a Lady Maravilla & Villano III Jr., quienes mantuvieron el campeonato por 812 días en 2019 y 2021. Por otro lado, un equipo ha tenido un reinado de menos de 100 días: Decay (Crazzy Steve & Havok), sólo 63 días en 2024. Aquel reinado es el más corto en la historia del campeonato.
En cuanto a los días en total como campeones (un acumulado entre la suma de todos los días de los reinados individuales de cada luchador), El Oriental & Moreno también poseen el primer lugar, con 1136 días como campeones en sus dos reinados. Les siguen Lady Maravilla y Villano III Jr. (812 días en su único reinado), Niño Hamburguesa & Big Mami (775 días en su único reinado), La Sociedad — Pentagón Jr. & Sexy Star — (747 días en su único reinado), y Abismo Negro Jr. & Lady Flammer — (648 días en su único reinado). En cuanto a los días en total como campeones, de manera individual, Faby Apache posee el primer lugar, con 1292 días como campeón entre sus cuatro reinados como campeona. Le siguen El Oriental & Cynthia Moreno — (1136 días en sus 2 reinados), Le siguen Gran Apache — (845 días en sus 2 reinados), Villano III Jr. y Maravilla — (812 días en su único reinado) y por último Big Mami & Niño Hamburguesa — (775 días en su único reinado).
Por último, El Oriental & Moreno y La Sociedad son los equipos con más reinados, con dos cada uno. Individualmente, Faby Apache es la luchadora con más reinados, ya que posee con 4, seguido de lejos por El Oriental, Cynthia Moreno, Mari Apache y El Apache (con 2 cada uno).

### Campeones actuales
Los campeones actuales son La Hiedra & Mr. Iguana, quienes se encuentran en su primer reinado en conjunto. Hiedra e Iguana ganaron los campeonatos tras derrotar a los ex campeones Decay (Crazzy Steve & Havok) el 8 de diciembre de 2024 en AAA Orígenes.
La Hiedra e Iguana aun no registran defensas hasta el día de hoy.

### Lista de campeones
| N.º | Campeones                                                        | Lucha                      | Lucha                   | Lucha                            | Estadísticas | Estadísticas | Notas y referencias |
| N.º | Campeones                                                        | Fecha                      | Evento                  | Ubicación                        | Reinado      | Días         | Notas y referencias |
| --- | ---------------------------------------------------------------- | -------------------------- | ----------------------- | -------------------------------- | ------------ | ------------ | --- |
| 1   | Electroshock (1) & Lady Apache (1)                               | 15 de junio de 2003        | Triplemanía XI          | Guadalupe, Puebla                | 1            | 93           | Derrotaron a Gran Apache & Faby Apache, El Brazo & Martha Villalobos y Chessman & Tiffany.                                                                                     |
| 2   | Chessman (1) & Tiffany (1)                                       | 16 de septiembre de 2003   | AAA Sin Límite          | San Luis Potosí, San Luis Potosí | 1            | 222          | [ 5 ] |
| 3   | Faby Apache (1) & Gran Apache (1)                                | 1 de agosto de 2004        | AAA Sin Límite          | Guadalupe, Puebla                | 1            | 556          | [ 6 ] |
| —   | Vacante                                                          | 17 de julio de 2005        | —                       | —                                | —            | —            | Debido a que Faby no apareció para defender el título. |
| 4   | Cynthia Moreno (1) & El Oriental (1)                             | 10 de diciembre de 2005    | AAA Sin Límite          | Guadalajara, Jalisco             | 1            | 779          | Derrotaron a Chessman y La Diabólica en un torneo final por los vacantes campeonatos.                                                                                          |
| —   | Vacante                                                          | 30 de noviembre de 2007    | —                       | —                                | —            | —            | Debido a una lesión de Cynthia Moreno. |
| 5   | Gran Apache (2) & Mari Apache (1)                                | 30 de noviembre de 2007    | Guerra de Titanes       | Ciudad Madero, Tamaulipas        | 1            | 289          | Derrotaron a Billy Boy & Faby Apache, Espíritu & La Diabólica y Ayako Hamada & Mr. Niebla por los vacantes campeonatos.                                                        |
| 6   | Cynthia Moreno (2) & El Oriental (2)                             | 14 de septiembre de 2008   | Verano de Escándalo     | Zapopan, Jalisco                 | 2            | 357          | [ 9 ] |
| 7   | Aero Star (1) & Faby Apache (2)                                  | 6 de septiembre de 2009    | AAA Sin Límite          | Unión de Tula, Jalisco           | 1            | 299          | [ 10 ] |
| 8   | La Legión Extranjera (Alex Koslov (1) & Christina Von Eerie (1)) | 2 de julio de 2010         | AAA Sin Límite          | Ciudad del Carmen, Campeche      | 1            | 91           | [ 11 ] |
| 9   | Faby Apache (3) & Pimpinela Escarlata (1)                        | 1 de octubre de 2010       | Héroes Inmortales IV    | Ciudad Madero, Tamaulipas        | 1            | 163          | [ 12 ] |
| 10  | La Sociedad (Alan Stone (1) & Jennifer Blake (1))                | 13 de marzo de 2011        | AAA Sin Límite          | Morelia, Michoacán               | 1            | 574          | [ 13 ] |
| 11  | Halloween (1) & Mari Apache (2)                                  | 7 de octubre de 2012       | Héroes Inmortales VI    | San Luis Potosí, San Luis Potosí | 1            | 285          | [ 14 ] |
| 12  | Drago (1) & Faby Apache (4)                                      | AAA Sin Límite             | 19 de julio de 2013     | Xalapa, Veracruz                 | 1            | 274          | [ 15 ] |
| 13  | La Sociedad (Pentagón Jr. (1) & Sexy Star (1))                   | AAA Sin Límite             | 19 de abril de 2014     | Ciudad de México                 | 1            | 747          | [ 16 ] |
| —   | Vacante                                                          | AAA Sin Límite             | 19 de febrero de 2016   | —                                | —            | —            | Debido a que Star dejó la AAA y Pentagón renunció voluntariamente el título.                                                                                                   |
| 14  | Big Mami (1) & Niño Hamburguesa (1)                              | AAA Worldwide              | 19 de junio de 2017     | Nuevo Laredo, Tamaulipas         | 1            | 775          | Derrotaron a Venum & Lady Shani, por los vacantes campeonatos. |
| 15  | Lady Maravilla (1) & Villano III Jr. (1)                         | Triplemanía XXVII          | 3 de agosto de 2019     | Ciudad de México                 | 1            | 812          | Derrotaron a Niño Hamburguesa & Big Mami, Australian Suicide & Vanilla y Sammy Guevara & Scarlett Bordeaux. Éste es el reinado más largo de la historia del campeonato.        |
| 16  | Los Vipers (Arez (1) & Chik Tormenta (1))                        | Luchando por la Identidad  | 23 de octubre de 2021   | Xalapa, Veracruz                 | 1            | 189          | [ 19 ] |
| 17  | Jericho Appreciation Society (Sammy Guevara (1) & Tay Melo (1))  | Triplemanía XXX: Monterrey | 30 de abril de 2022     | Monterrey, Nuevo León            | 1            | 242          | Derrotaron a Los Vipers (Arez & Chik Tormenta), Látigo & Lady Maravilla y Komander & Sexy Star II.                                                                             |
| —   | Vacante                                                          | Noche de Campeones         | 28 de diciembre de 2022 | Acapulco, Guerrero               | —            | —            | El campeonato quedó vacante debido a que Guevara y Melo no se presentaron para una defensa del título debido a que Melo trabajó en un combate esa misma noche en AEW Dynamite. |
| 18  | Abismo Negro Jr. (1) & Lady Flammer (1)                          | Noche de Campeones         | 28 de diciembre de 2022 | Acapulco, Guerrero               | 1            | 648          | Derrotaron a Komander & Sexy Star II y Lady Shani & Octagón Jr. por los títulos vacantes.                                                                                      |
| 19  | Decay (Crazzy Steve (1) & Havok (1))                             | Héroes Inmortales          | 6 de octubre de 2024    | Zapopan, Jalisco                 | 1            | 63           | Éste es el reinado más corto de la historia del campeonato. |
| 20  | La Hiedra (1) & Mr. Iguana (1)                                   | AAA Orígenes               | 8 de diciembre de 2024  | Monterrey, Nuevo León            | 1            | 243+         | [ 23 ] |

### Total de días con el título
La siguiente lista muestra el total de días que un equipo o un luchador ha poseído el campeonato, si se suman todos los reinados que posee. 

#### Por equipos
A la fecha del 8 de agosto de 2025.
| + | Indica el campeón actual |

| N.º | Equipo                                                                    | Reinados | Total de días |
| --- | ------------------------------------------------------------------------- | -------- | ------------- |
| 1   | El Oriental & Cynthia Moreno                                              | 2        | 1136          |
| 2   | Lady Maravilla & Villano III Jr.                                          | 1        | 812           |
| 3   | Niño Hamburguesa & Big Mami                                               | 1        | 775           |
| 4   | La Sociedad (Pentagón Jr. & Sexy Star)                                    | 1        | 747           |
| 5   | Abismo Negro Jr. & Lady Flammer                                           | 1        | 648           |
| 6   | La Sociedad (Alan Stone & Jennifer Blake)                                 | 1        | 574           |
| 7   | Faby Apache & El Apache                                                   | 1        | 556           |
| 8   | Faby Apache & Aero Star                                                   | 1        | 299           |
| 9   | Mari Apache & El Apache                                                   | 1        | 289           |
| 10  | Mari Apache & Halloween                                                   | 1        | 285           |
| 11  | Faby Apache & Drago                                                       | 1        | 274           |
| 12  | La Hiedra & Mr. Iguana                                                    | 1        | 243+          |
| 13  | Jericho Appreciation Society / The Sexy Couple (Sammy Guevara & Tay Melo) | 1        | 242           |
| 14  | Chessman & Tiffany                                                        | 1        | 222           |
| 15  | Los Vipers (Arez & Chik Tormenta)                                         | 1        | 189           |
| 16  | Faby Apache & Pimpinela Escarlata                                         | 1        | 163           |
| 17  | Lady Apache & Electroshock                                                | 1        | 93            |
| 18  | La Legión Extranjera (Alex Koslov & Christina Von Eerie)                  | 1        | 91            |
| 19  | Decay (Crazzy Steve & Havok)                                              | 1        | 63            |

#### Por luchador
A la fecha del 8 de agosto de 2025.
| + | Indica el campeón actual |

| N.º | Campeón               | Reinados | Total de días |
| --- | --------------------- | -------- | ------------- |
| 1   | Faby Apache           | 4        | 1292          |
| 2   | El Oriental           | 2        | 1136          |
| 2   | Cynthia Moreno        | 2        | 1136          |
| 4   | Gran Apache/El Apache | 2        | 845           |
| 5   | Lady Maravilla        | 1        | 812           |
| 5   | Villano III Jr.       | 1        | 812           |
| 7   | Niño Hamburguesa      | 1        | 775           |
| 7   | Big Mami              | 1        | 775           |
| 9   | Pentagón Jr.          | 1        | 747           |
| 10  | Sexy Star             | 1        | 733           |
| 11  | Abismo Negro Jr.      | 1        | 648           |
| 11  | Lady Flammer          | 1        | 648           |
| 13  | Alan Stone            | 1        | 574           |
| 13  | Mari Apache           | 2        | 574           |
| 13  | Jennifer Blake        | 1        | 574           |
| 16  | Aero Star             | 1        | 299           |
| 17  | Halloween             | 1        | 285           |
| 18  | Drago                 | 1        | 274           |
| 19  | La Hiedra             | 1        | 243+          |
| 19  | Mr. Iguana            | 1        | 243+          |
| 21  | Sammy Guevara         | 1        | 242           |
| 21  | Tay Melo              | 1        | 242           |
| 23  | Chessman              | 1        | 222           |
| 23  | Tiffany               | 1        | 222           |
| 25  | Arez                  | 1        | 189           |
| 25  | Chik Tormenta         | 1        | 189           |
| 27  | Pimpinela Escarlata   | 1        | 163           |
| 28  | Electroshock          | 1        | 93            |
| 28  | Lady Apache           | 1        | 93            |
| 30  | Alex Koslov           | 1        | 91            |
| 30  | Christina Von Eerie   | 1        | 91            |
| 32  | Crazzy Steve          | 1        | 63            |
| 32  | Havok                 | 1        | 63            |

### Mayor cantidad de reinados

#### Por equipos
| Reinados | Luchador (es)                     |
| -------- | --------------------------------- |
| 2 veces  | El Oriental & Moreno, La Sociedad |

#### Por luchador
| Reinados | Luchador (es)                                       |
| -------- | --------------------------------------------------- |
| 4 veces  | Faby Apache                                         |
| 2 veces  | El Oriental, Cynthia Moreno, Mari Apache, El Apache |